# Gary Peacock
Gary Peacock   (Burley, 12 de maig de 1935 - Olivebridge, 4 de setembre de 2020) va ser un contrabaxista estatunidenc de jazz.

## Biografia
Gary Peacock comença a estudiar piano però també bateria a l'escola l'any 1948. Durant el seu servei militar (1954, a Alemanya), és pianista-fiscornista de l'orquestra del regiment (i toca en una petita formació local). Desmobilitzat, treballa com baixista a la RFA. L'any 1958, torna als Estats Units a Los Angeles, on treballa amb músics com Barney Kessel, Bud Shank, Art Pepper, Ravi Shankar però també Don Ellis, que li presenta Paul Bley.
S'instal·la a continuació a Nova York, on col·labora amb Paul Bley, formant part del trio de Bill Evans (amb Paul Motian), del trio d'Albert Ayler amb Sunny Murray. Fa també alguns concerts amb Miles Davis, reemplaçant Ron Carter.
Cap a la fi dels anys 1960, Gary Peacock es retira al Japó, abandonant la música per estudiar filosofia zen. Torna als Estats Units l'any 1972, estudia biologia a la universitat de Washington (Seattle) i ensenya teoria de la música al Cornish College of the Arts de 1976 a 1983. Torna a la música i la composició i forma duos, sobretot amb Ralph Towner i Jan Garbarek.
Gary Peacock és sobretot conegut per ser el baixista del trio Standards de Keith Jarrett, creat l'any 1983 amb Jack DeJohnette, o sigui sis anys després del primer enregistrament d'aquesta formació amb el nom de Gary Peacock a Tales of another.
El juliol de 2015 Gary Peacock va enregistrar a Nova York als estudis Avatar amb el pianista Robert Kaddouch. 53rd Street aconseguint el CHOC de Classica.
Gary Peacock es va casar l'any 1960 amb Annette Coleman.

## Discografia
- 1958: Holiday In Brazil, de Laurindo Almeida i Bud Shank, World Pacific Rècords WP-1259
- 1977: Tales of Another amb Keith Jarrett (piano) i Jack DeJohnette (bateria) - ECM
- 1977: December Poems amb Jan Garbarek - ECM
- 1980: Shift in the wind amb Art Lande (piano) i Eliot Zigmund (bateria) - ECM
- 1987: Guamba, amb Jan Garbarek - ECM
- 1997: Just Friends amb Martial Solal (Dreyfus Jazz)
- 2015: 53rd Street amb Robert Kaddouch - XOC de Classica i MAESTRO de la revista Pianista - Odradek rècords[5]
- 2016: High Line amb Robert Kaddouch - MAESTRO de la revista Pianista - Odradek rècords[6]